# Thomas Flanagan (écrivain)
Pour les articles homonymes, voir Flanagan.
Ne doit pas être confondu avec Thomas "Tom" Flanagan.
Thomas Flanagan, né le 5 novembre 1923 à Greenwich (Connecticut) et mort le 21 mars 2002 à Berkeley (Californie) est un écrivain et professeur américain à l'Université de Californie à Berkeley. 

## Biographie
Natif de Greenwich, dans le Connecticut, Thomas Flanagan est d'origine irlandaise. Il sert dans l'armée américaine durant la Seconde Guerre mondiale puis passe ses diplômes à l'Amherst College en 1945. Il enseigne ensuite la littérature à l'Université de Californie à Berkeley puis à l'Université d'État de New York à Stony Brook. 
En tant qu'écrivain, il connait le succès avec le roman The year of the French qui parait en 1979 et qui sera traduit en français sous le titre l'année des Français. Le roman reçoit le National Book Critics Circle Award en 1979 et devient un best-seller. Le livre sera adapté en série télévisée en 1982. 
Il décède en 2002 à Berkeley en Californie.

## Ouvrages
- The Year of the French (1979);  (ISBN 9781590171080) (réédition 2004)
- The Tenants of Time (1988)
- The End of the Hunt (1995)